# Mỹ Thạnh, Hàm Thuận Nam
Mỹ Thạnh là một xã thuộc huyện Hàm Thuận Nam, tỉnh Bình Thuận, Việt Nam.
Xã Mỹ Thạnh có diện tích 206,38 km², dân số năm 1999 là 594 người, mật độ dân số đạt 3 người/km².